# 棘斑鮃
棘斑鮃為輻鰭魚綱鰈形目鰈亞目牙鮃科的其中一種，為熱帶海水魚，分布於西太平洋澳洲西部至昆士蘭省海域，體長可達30公分，棲息在沙泥底質大陸棚，以底棲生物為食，生活習性不明，可作為食用魚。